# Ellen Ullman
Ellen Ullman, née le 13 juin 1949, est une ingénieure en informatique, programmeuse et auteure américaine.

## Biographie

### Jeunesse
Née le 13 juin 1949, elle est adoptée à l'âge de six mois et grandit à New York. Elle ne connait pas sa mère biologique. La famille de son père adoptif comporte quelques mathématiciens et informaticiens.
Elle étudie la littérature anglaise à la Cornell University durant les années 1970. Elle écrit un mémoire sur Macbeth. Elle rejoint brièvement le Parti communiste durant ses études. Elle déménage à San Francisco, une fois diplômée. C'est là qu'elle achète son premier ordinateur, un Radio Shack TRS-80, sur lequel elle va apprendre à programmer en autodidacte.

### Carrière
Elle obtient son premier travail dans un groupe de média local, CATV, en 1979, avant de travailler à Sybase en 1985. Elle écrit des articles pour Harper’s Magazine dès 1995.
En 1996, elle publie un article Out of time: Reflections on the programming life qui plonge le lecteur dans la carrière de programmeuse informatique et dans l'évolution de l'industrie technologique au fil du temps. Ullman explore comment la programmation a changé depuis ses débuts dans les années 1970 jusqu'à l'ère moderne. Elle aborde également des thèmes plus personnels, notamment la solitude et l'isolement qui peuvent accompagner le travail de programmation. Malgré l'accès à de vastes communautés en ligne, les programmeurs peuvent parfois se sentir déconnectés des autres et de la société en général.
En 1997, elle publie son premier livre Close to the Machine: Technophilia and Its Discontents. Elle commence également à écrire pour d'autres journaux comme le Salon ou le Wired. Elle arrête alors de travailler en tant qu'ingénieure pour se concentrer sur sa carrière d'auteure 
À la fin des années 1990, Larry Page et Sergey Brin lui propose un poste à Google qu'elle refuse.
Elle publie en 2003 un roman The Bug, une histoire qui suit Roberta Walton, une programmeuse expérimentée des années 1980, chargée de traquer et de résoudre un bug informatique insaisissable dans un système logiciel complexe. Ce roman explore les complexités de l'industrie informatique et les défis éthiques et moraux auxquels les programmeurs peuvent être confrontés.
En 2012, elle publie un deuxième roman By Blood: A Novel. Ce dernier aborde l'histoire d'une relation étrange entre un professeur disgracié et une mystérieuse patiente aux origines juives-allemandes. Ellen Ullman aborde les thèmes de l'identité, de la mémoire et de l'héritage.
En 2017, elle publie un autre ouvrage Life in Code: A Personal History of Technology. Ce livre mêle les mémoires et réflexion de l'auteure sur l'évolution de la technologie et son impact sur la société.

### Féminisme et Communauté LGBT
Une fois à San Francisco, elle s'engage pendant des nombreuses années, dans un mouvement séparatiste lesbien. Elle ressent quelques difficultés d'être une femme ingénieure en informatique dans un domaine peuplé principalement par les hommes. Ses collaborateurs lui affirment qu'en tant que femme, elle se doit d'être sexy et elle raconte avoir déjà été considéré comme une secrétaire par des clients. Elle témoigne souvent dans des interviews et dans son livre Life in Code: A Personal History of Technology', sur ses expériences en tant que femme dans l'informatique.

## Publications

### Livres
- (en) Ullman, Ellen, Close to the Machine : Technophilia and its Discontents, San Francisco, City Lights Books, 1997, 208 p. (ISBN 9780872863323)
- (en) Ullman, Ellen, The Bug, New-York, Talese, 2003, 368 p. (ISBN 9781250002495)
- (en) Ullman, Ellen, By Blood: A Novel, New-York, Farrar, Straus and Giroux, 2012,, 378 p. (ISBN 9780374117559)
- (en) Ullman, Ellen, Life in Code: A Personal History of Technology, New-York, Farrar, Straus and Giroux, 2017, 320 p. (ISBN 9780374534516)

### Articles
- (en) Ullman, E., « Out of time: Reflections on the programming life », Educom Review, vol. 31, no 4,‎ juillet/aout 1996, p. 53-60 (lire en ligne, consulté le 12 mai 2024)
- (en) Pressman, R. S., Lewis, T., Adida, B., Ullman, E., DeMarco, T., Gilb, T., ... & Johnson, R., « Can Internet-Based Applications be engineeredneered? », IEEE Software,‎ septembre 1998, p.104-110. (lire en ligne [PDF])
- (en) By Ellen Ullman, « Ring of power. », International New York Times,‎ 2 novembre 2013, NA–NA (lire en ligne, consulté le 26 avril 2024)
- (en) Ullman, E., « Gender Binary », Harper's Magazine,‎ juillet 2017, NA–NA (lire en ligne, consulté le 11 mai 2024)
- (en) Ullman, E., « Programming the post human », Harper's Magazine,‎ octobre 2002, NA–NA (hhttps://harpers.org/archive/2002/10/programming-the-post-human/, consulté le 11 mai 2024)